# Mehmet Batdal
Mehmet Batdal (sinh ngày 24 tháng 2 năm 1986) là một cầu thủ bóng đá Thổ Nhĩ Kỳ, thi đấu ở vị trí tiền đạo cho İstanbul Başakşehir.

## Sự nghiệp câu lạc bộ
Ngày 18 tháng 5 năm 2010, Galatasaray ký với Batdal một bản hợp đồng 3 năm.

## Sự nghiệp quốc tế
Vào tháng 11 năm 2016 Batdal lần đầu tiên được triệu tập vào đội hình Thổ Nhĩ Kỳ trong trận đấu với Kosovo.